# Mirka Derlin

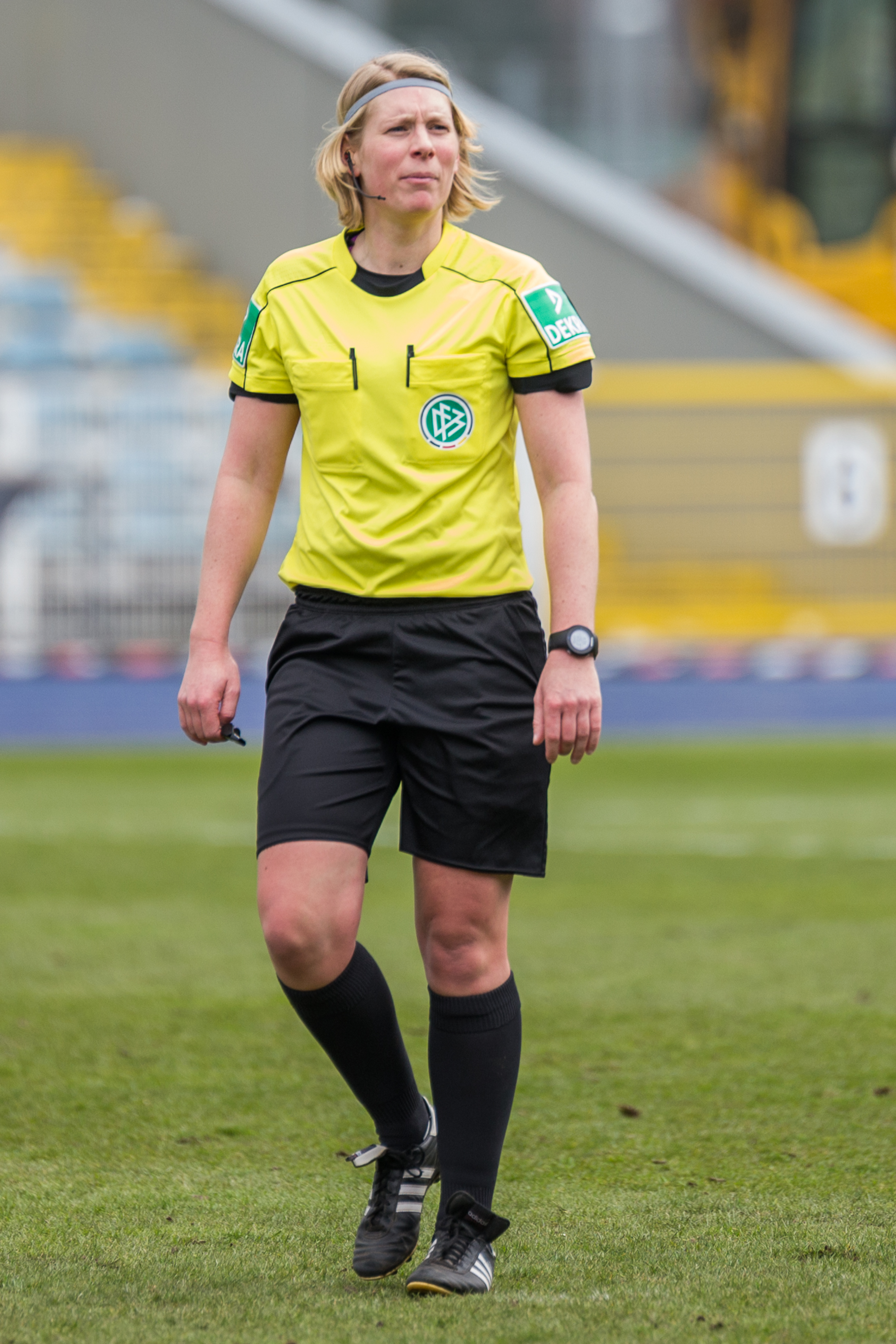
Mirka Derlin 2018 bei einem AFBL-Spiel

Mirka Derlin (* 25. November 1984 in Bad Schwartau) ist eine deutsche Fußballschiedsrichterin. Sie pfeift für den TSV Dahme.

## Werdegang
Derlin war zunächst selbst Fußballspielerin und wurde im Jahre 2000 Schiedsrichterin. Im Jahre 2008 wurde sie erstmals in der 2. Bundesliga eingesetzt, ehe zwei Jahre später der Aufstieg in die Bundesliga folgt. Der DFB nominierte Derlin als Schiedsrichterassistentin für das DFB-Pokalfinale 2012 zwischen dem 1. FFC Frankfurt und Bayern München. Im Männerfußball pfeift Derlin Spiele der fünftklassigen Schleswig-Holstein-Liga. Mirka Derlin pfiff das DFB-Pokalfinale der Frauen 2021 am 30. Mai 2021 zwischen Eintracht Frankfurt und dem VfL Wolfsburg.
Am 28. Mai 2023 beendete Derlin ihre Zeit in der Frauen-Bundesliga mit der Leitung der Partie VfL Wolfsburg gegen SC Freiburg. Sie pfeift weiterhin Spiele der Oberliga Schleswig-Holstein der Männer. Zum Abschluss ihrer Karriere wurde Derlin vom DFB als Schiedsrichterin des Jahres 2023 ausgezeichnet. Beim DFB ist sie nunmehr Mitglied des Fachkompetenzteams der DFB-Schiedsrichterinnen. Beim Schleswig-Holsteinischen Fußballverband gehört sie seit dem 1. Juli 2023 dem Schiedsrichterausschuss an.